# Virtual Pascal
Virtual Pascal ist ein Compiler mit Turbo-Pascal-ähnlicher Entwicklungsumgebung für OS/2 und 32-Bit-Windows mit Cross-Platform-Unterstützung für Linux und 32-Bit-DOS-Extender. Er unterstützt die Programmiersprachen Pascal und Object Pascal.

## Geschichte
1990 arbeitete Vitaly Miryanov am Institut für Kybernetik der Universität Kiew (Ukraine) an einem 32-Bit-Betriebssystem, mit dem die zur damaligen Zeit und für die dortigen Verhältnisse noch extrem teuren 486er PCs mit mehreren DOS-Boxen im Multitasking-Betrieb über Terminals benutzt werden konnten. Vitalys Aufgabe war die Entwicklung und Pflege eines Debuggers für diese Umgebung, die noch komplett in Assemblersprache geschrieben war.
Die Entwicklung in Assembler war sehr mühsam und fehlerträchtig, wenn sie auch zu schlanken und schnellen Programmen führte. Dies war für ihn der Anlass, Anfang 1993 mit der Arbeit an einem Borland-Pascal-kompatiblen 32-Bit-Pascal-Compiler zu beginnen.
In der Zwischenzeit hatte IBM OS/2 herausgebracht und Vitaly entschied sich für diese Plattform als neue Basis für seinen Compiler. Zusätzlich zum reinen Compiler schrieb er auch eine Textmodus-Entwicklungsumgebung und einen Source-Level-Debugger.
Im Januar 1995 war eine Alpha-Version des Systems fertiggestellt. Der Compiler und der Debugger waren komplett in Assembler geschrieben, die Entwicklungsumgebung in Pascal, welches mit dem Compiler selbst übersetzt wurde. Weitere vier Monate Bugfixing führten schließlich zum Release der Beta 3, welche u. a. über das FidoNet weltweit Verbreitung fand.
In der Zwischenzeit hatte sich die Situation in der Ukraine so sehr verschlechtert, dass Vitaly nach einer Möglichkeit suchen musste, externe Unterstützung für sein Projekt zu finden. Er fand sie in der Person von Allan Mertner, Leiter der Softwareentwicklung von fPrint UK Ltd., einer Firma mit Sitz in London. Innerhalb eines halben Jahres wurden dann schließlich alle bürokratischen Hindernisse überwunden und Familie Miryanov siedelte nach London um, wo Vitaly begann, Vollzeit an Virtual Pascal zu arbeiten.
Fünf Monate später war Version 1.00 fertiggestellt. Zu diesem Zeitpunkt war allerdings OS/2 schon auf dem absteigenden Ast, so dass sich ein kommerzieller Erfolg des Produkts nicht einstellte. fPrint brachte noch eine Version 1.1 auf den Markt, die jedoch die Kosten der Weiterentwicklung nicht einbrachte. So wurde Virtual Pascal zunächst nur noch fPrint intern verwendet, um einen Teil der eigenen Software für OS/2 zu kompilieren. Vitaly begann an anderen Projekten zu arbeiten.
Im Jahr 1999 begann ein Team von drei fPrint-Mitarbeitern, Allan Mertner, Vitaly Miryanov und der aus Deutschland zu ihnen gestoßene Thomas Müller, in ihrer Freizeit an der Weiterentwicklung von Virtual Pascal zu arbeiten. Dies führte schließlich zur Fertigstellung der Version 2.0 im August 1999, welche neben vielen Erweiterungen der Kompatibilität zu Borland Pascal und Delphi auch einen Compiler und eine Entwicklungsumgebung für 32-Bit-Windows enthielt.
Im Jahr 2000 wurde fPrint von Peregrine Systems übernommen. Allan Mertner konnte die Entscheider überzeugen, ihm die Rechte an Virtual Pascal zu überlassen, sodass schließlich im September 2000 noch Version 2.1 veröffentlicht wurde. Neu war in dieser Version eine rudimentäre Unterstützung für Linux als 4. Zielplattform (neben OS/2, Win32, DOS mit 32-Bit Extender). Da ein finanzieller Erfolg mehr als zweifelhaft geworden war, wurde diese Version als Freeware angeboten.
Seitdem stagniert die Weiterentwicklung. Das Entwicklerteam ist auseinandergebrochen, Allan zog nach Kanada, Vitaly blieb in London und Thomas ging zurück nach Deutschland.
Im November 2003 wurde ein Bugfix-Release Virtual Pascal 2.1 veröffentlicht.
Am 4. April 2005 erklärt Allan Mertner Virtual Pascal offiziell für „gestorben“:

“I don't know if anyone has noticed, but I am sad to report that Virtual Pascal has died a quiet death. It was born in 1995, and died in 2005 at the ripe old age (for software) of 10 years.”

Übersetzung: „Ich weiß nicht, ob es irgendwer bemerkt hat, aber ich muss leider mitteilen, dass Virtual Pascal eines stillen Todes gestorben ist. Es wurde 1995 geboren und starb 2005 im reifen Alter (für Software) von 10 Jahren.“
Am 3. Juli 2007 eröffnet Allan Mertner bei Ning ein soziales Netzwerk um den verbliebenen Benutzern von Virtual Pascal eine neue Kommunikationsplattform und Download-Möglichkeit zur Verfügung zu stellen. Die ursprüngliche Homepage musste Monate zuvor wegen anhaltender Hacker-Angriffe und technischer Schwierigkeiten geschlossen werden.